# GeoClue
GeoClue はアプリケーション内で地理空間認識を有効にするために使われるソフトウェアフレームワークである。GeoClue は位置情報を提供するために D-Bus プロセス間通信メカニズムを利用している。これを通してアプリケーションと下にある場所プロバイダー間での論理的な境界を定義することにより場所を認識するアプリケーションの開発を簡単にしフリーソフトウェアとオープンソースのコミュニティ内でコードの再利用を促進することを狙いとしている。GeoClue は GNU Lesser General Public License のもとで配布されており現在は Linux で利用できる。
GeoClue は複数の場所プロバイダーへのアクセスを提供している。
- GPS: GPS 受信機からの位置情報
- Plazes: Plazes Wi-Fi 位置サービスからの位置情報
- Hostip: IPアドレスに基づく位置情報
- Manual: ユーザが提供した位置情報

位置情報を提供する GeoClue フレームワークとインスタントメッセージに対して同様なサービスを提供する Telepathy フレームワーク間には類似点が簡単に見出せる。